# Bothrolycus ater
Genre
Espèce
Synonymes
- Pseudoboodon albopunctatus Andersson, 1901
- Pseudoboodon brevicaudatus Andersson, 1901

Bothrolycus ater, unique représentant du genre Bothrolycus, est une espèce de serpents de la famille des Lamprophiidae.

## Répartition
Cette espèce se rencontre :
- au Cameroun ;
- en Guinée équatoriale ;
- au Gabon ;
- en République du Congo
- en République démocratique du Congo.

## Description

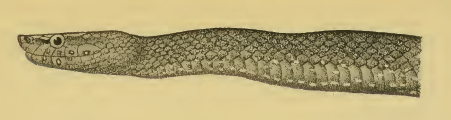
Bothrolycus ater

L'holotype de Bothrolycus ater mesure 46 cm dont 4 mm pour la queue. Son dos est uniformément noir et sa face ventrale brun noirâtre. Certaines écailles des lèvres présentent de petites taches jaunâtres bordées de sombre. De très petites taches similaires sont également présentes au niveau des ventrales.

## Étymologie
Son nom d'espèce, du latin ater, « sombre, noir », lui a été donné en référence à sa couleur.
Le genre Bothrolycus fait référence au fait que se retrouve chez cette espèce (unique représentant du genre) des caractéristiques propres au genre Bothrophthalmus et au genre Lycodon

## Publication originale
- Günther, 1874 : Description of some new or imperfectly known species of Reptiles from the Cameroon Mountains. Proceedings of the Zoological Society of London, vol. 1874, p. 442-445 (texte intégral).